# Мохаммед Або Санда
Мохаммед Або Санда (араб. محمد أبو سندة, нар. 20 червня 1995) — еміратський футболіст, воротар клубу «Аль-Айн».

## Клубна кар'єра
Народився 20 червня 1995 року. Вихованець «Аль-Айна». У дорослому футболі дебютував 2014 року виступами за цю ж команду, з якою в подальшому виграв ряд національних трофеїв, а 2018 року став фіналістом клубного чемпіонату світу. 

## Титули і досягнення
- Чемпіон ОАЕ (3):

«Аль-Айн»: 2014/15, 2017/18, 2021/22
- Володар Кубка Президента ОАЕ (2):

«Аль-Айн»: 2013/14, 2017/18
- Володар Суперкубка ОАЕ (1):

«Аль-Айн»: 2015
- Володар Кубка Ліги ОАЕ (1):

«Аль-Айн»: 2021-22